# Copa dos Campeões Europeus da FIBA de 1961–62
A Temporada da Copa dos Campeões Europeus 1961-62 foi a 5ª edição do evento continental, vencida pelo Dinamo Tbilisi da ex-União Soviética após vencer o Real Madrid na primeira final da Euroliga em Jogo Único disputado em Genebra, Suíça. O jogo foi disputado em sede neutra em virtude do momento político que apresentava grande instabilidade.

## Primeira Fase
| Equipe 1             | Total   | Equipe 2               | 1.º jogo | 2.º jogo |
| -------------------- | ------- | ---------------------- | -------- | -------- |
| Casablancais         | 84–166  | Real Madrid            | 46–84    | 38–82    |
| Celtic               | 122–226 | Antwerpse              | 62-82    | 60-144   |
| The Wolves Amsterdam | 87–113  | Alsace Bagnolet        | 40-52    | 47-61    |
| Etzella Ettelbruck   | 110–149 | Heidelberg             | 51-66    | 59-83    |
| Engelmann            | 141–185 | AŠK Olimpija           | 77-99    | 64-86    |
| SISU Copenhagen      | 90–156  | Helsingin Kisa-Toverit | 57-70    | 33-86    |
| Hapoel Tel Aviv      | 166–130 | Panathinaikos Atenas   | 82-58    | 84-72    |
| Wissenschaft Berlin  | 119–197 | Honvéd                 | 58-84    | 61-113   |
| Benfica              | 97–174  | Ignis Varèse           | 49-73    | 48-101   |

## Oitavas de Finais
| Equipe 1               | Total   | Equipe 2        | 1.º jogo | 2.º jogo |
| ---------------------- | ------- | --------------- | -------- | -------- |
| Helsingin Kisa-Toverit | 145–179 | Legia Varsóvia  | 65-86    | 80-93    |
| Ignis Varèse           | 144–163 | Real Madrid     | 82–80    | 62–83    |
| Heidelberg             | 139–192 | AŠK Olimpija    | 81-95    | 58-97    |
| Hapoel Tel Aviv        | 139–140 | Darüşşafaka     | 69-65    | 70-75    |
| Honvéd                 | 148–149 | Iskra Svit      | 90-74    | 58-75    |
| Steaua Bucureşti       | 153–159 | Dinamo Tbilisi  | 76-77    | 77-82    |
| Antwerpse              | 137–127 | Alsace Bagnolet | 87-61    | 50-66    |

Automaticamente classificado para as quartas de finais
- CSKA Moscou (Detentor do título)

## Quartas de finais
| Equipe 1       | Total   | Equipe 2       | 1.º jogo | 2.º jogo |
| -------------- | ------- | -------------- | -------- | -------- |
| CSKA Moscou    | 140–110 | Iskra Svit     | 85-53    | 55-57    |
| Darüşşafaka    | 116–164 | Dinamo Tbilisi | 67-80    | 49-84    |
| Antwerpse      | 143–173 | AŠK Olimpija   | 87-83    | 56-90    |
| Legia Varsóvia | 144–162 | Real Madrid    | 73–62    | 71–100   |

## Semi finais
| Equipe 1     | Total   | Equipe 2       | 1.º jogo | 2.º jogo |
| ------------ | ------- | -------------- | -------- | -------- |
| CSKA Moscow  | 137–152 | Dinamo Tbilisi | 71-75    | 66-77    |
| AŠK Olimpija | 158–160 | Real Madrid    | 105–91   | 53–69    |

## Final
| 29 de Junho de 1962 21:30 |                  | Dinamo Tbilisi | 90–83             | Real Madrid |  | Patinoire des Vernets, Genebra Público: 4.000 Árbitros: Erwin Kassai (HUN), Roger Weber (SWI) |  |
| 29 de Junho de 1962 21:30 | Pts: Altabaev 17 |                | Pts: Hightower 30 |             |  | Patinoire des Vernets, Genebra Público: 4.000 Árbitros: Erwin Kassai (HUN), Roger Weber (SWI) |  |

| Dinamo Tbilisi |  | Real Madrid |

| AR           | 6         | Guram Minashvili      | 6  |
| A/AR         | 9         | Valeri Altabaev       | 17 |
| A            | 12        | Vladimir Ugrekhelidze | 14 |
| P            | 7         | Ilarion Khazaradze    | 3  |
| P            | 10        | Anzor Lezhava         | 6  |
| Reservas:    | Reservas: | Reservas:             | P  |
| P            | 5         | Levan Moseshvili      | 3  |
| A            | 8         | Revaz Gogelia         | 0  |
| A            | 13        | Alexandre Kiladze     | 14 |
| P            | 14        | Aleksandr Petrov      | 12 |
|              | 16        | Amiran Skhiereli      | 0  |
| Técnico:     |           |                       |    |
| Otar Korkiya |           |                       |    |

| Campeões Europeus de 1962      |
| ------------------------------ |
| Dinamo Tbilisi Primeiro Título |

| AR              | 8         | José Lluís         | 5  |
| AR              | 11        | Carlos Sevillano   | 11 |
| A               | 10        | Emiliano Rodríguez | 21 |
| P               | 12        | Wayne Hightower    | 30 |
| P               | 13        | Stan Morrison      | 5  |
| Reservas:       | Reservas: | Reservas:          | P  |
| AR              | 6         | Julio Descartín    | 0  |
| A               | 7         | Lolo Sainz         | 4  |
| P               | 14        | Lorenzo Alocén     | 0  |
| Técnico:        |           |                    |    |
| Pedro Ferrándiz |           |                    |    |

Dynamo depois da Final
Arquivos com fatos da Partida

## Referencias
1. ↑  European Cup 1961–62

## Ligações Externas
- European Cup 1961–62
- 1961-62 FIBA European Champions Cup